# Vevey Hockey Club
Il Vevey Hockey Club è un club di hockey su pista avente sede a Vevey in Svizzera.

## Palmarès

### Titoli nazionali
- Campionato svizzero: 1
  - 1981
- Coppa di Svizzera: 1
  - 1982